# اندیس علی‌آباد
علی آباد یک اندیس فلزی است که در حوالی شهر ساوه استان مرکزی قرار دارد و مادهٔ معدنی موجود در آن، طلا است.سنگ میزبان این اندیس ریولیت‌های کاملاٌ آلتره شده که در کنار گدازه‌های کلریتی شده همراه با دایکهای دیابازی قرار دارند. است و دیرینگی آن به دوران ائوسن می‌رسد. در این اندیس، پاراژنز‌های طلا و مس یافت می‌شوند.